# Amaryllidaceen-Alkaloide

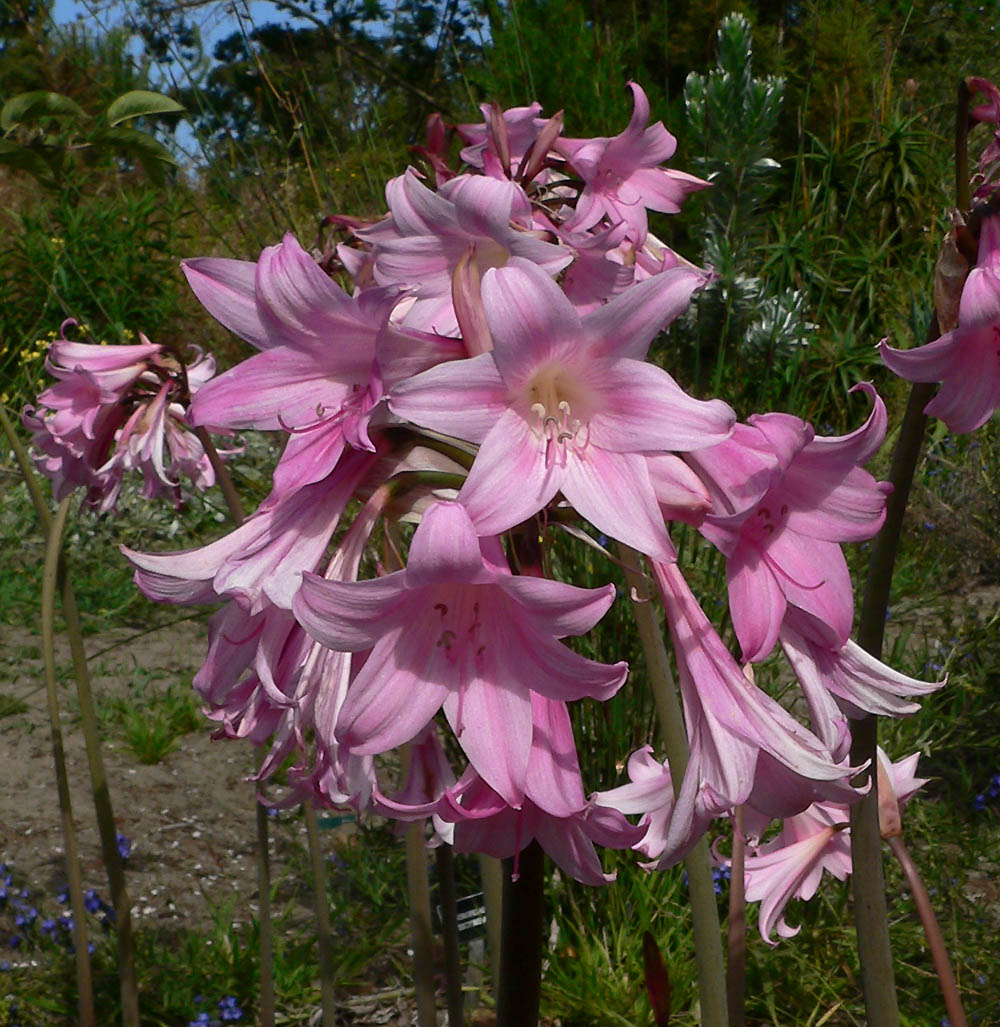
Belladonnalilie (Amaryllis belladonna)

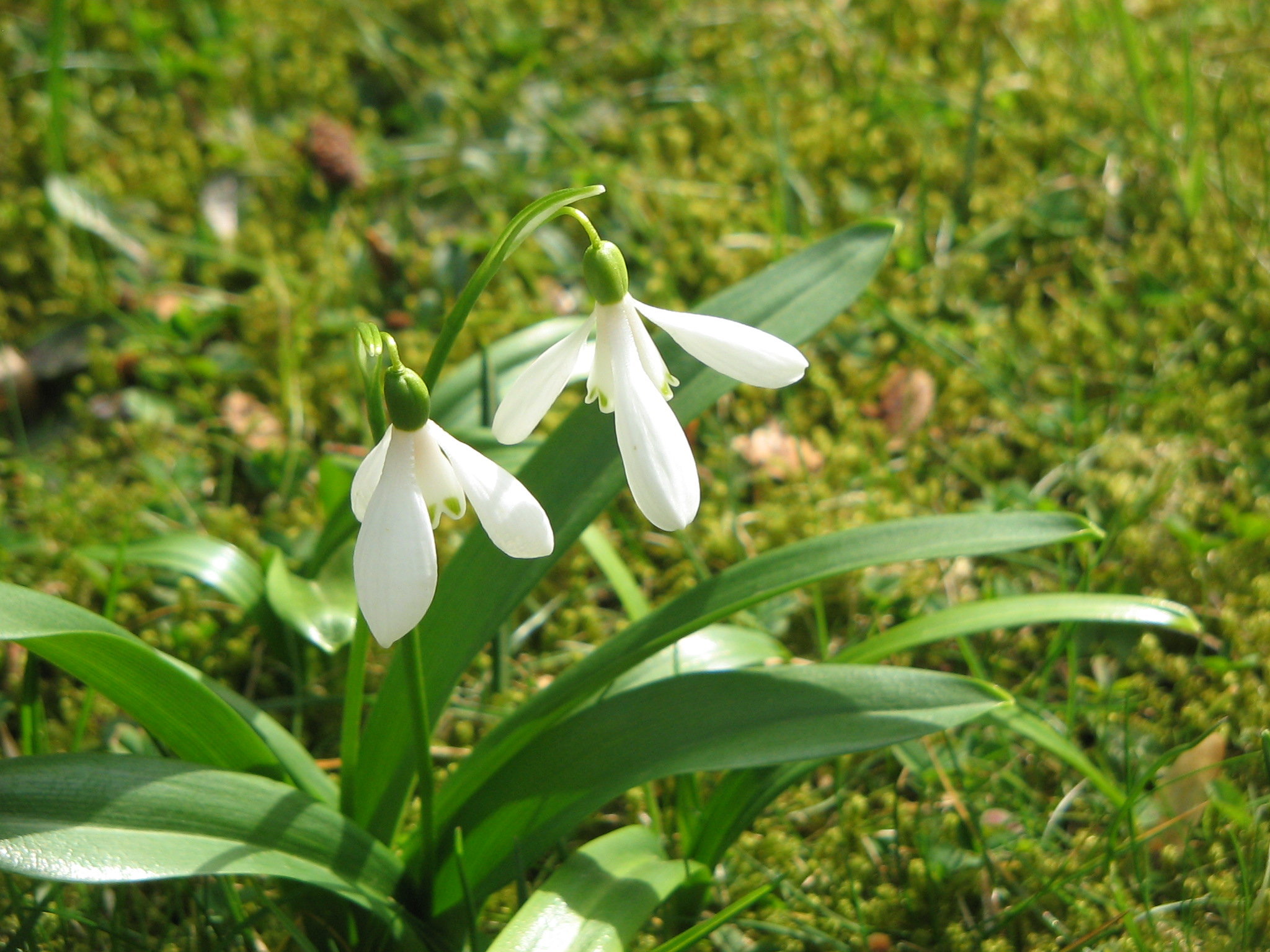
Woronow-Schneeglöckchen (Galanthus woronowii)

Amaryllidaceen-Alkaloide sind Naturstoffe, die in Amaryllisgewächsen vorkommen.

## Vorkommen
Lycorin kommt u. a. in der Belladonnalilie vor. Galanthamin wurde zuerst aus den Zwiebeln des Woronow-Schneeglöckchens isoliert.

## Struktur
Die verschiedenen Strukturen können formal von derselben Vorstufe, Norbelladin, abgeleitet werden. Durch oxidative Kupplung ergibt es den Galanthamin-Typ (p-o-Kupplung), den Lycorin-Typ (o-p-Kupplung) und den Haemanthamin-Typ (p-p-Kupplung). Die Alkaloide sind verknüpft durch das Amin Tyramin und eine C6-C1-Einheit, welche substituierte Benzaldehyde beschreibt.

## Vertreter
Es gibt mehr als 300 Amaryllidaceen-Alkaloide.

### Lycorin-Typus
Vertreter des Lycorin-Typus sind neben Lycorin selbst, u. a. Caranin, Galanthin, Narcissidin und Norpluviin.

(–)-Lycorin

### Galanthamin-Typus
Vertreter des Galanthamin-Typus sind Narwedin und Galantamin.

(–)-Galantamin

### Haemanthamin-Typus
Vertreter des Haemanthamin-Typus sind u. a. Macronin, Crinin, Haemanthamin, Haemanthidin und Tazettin.

(+)-Tazettin

## Eigenschaften
Lycorin ist hoch toxisch und für Narcissus-Vergiftungen verantwortlich. Es stört als Inhibitor der Translation die Proteinsynthese eukaryotischer Zellen. Galantamin ist ein kräftiges Analgetikum und hemmt Cholinesterase. Klinisch wird es als Antidementivum eingesetzt. Lycorin und Galanthamin bedingen die Giftigkeit zahlreicher Zierpflanzen.

## Geschichte
Galanthamin wurde zuerst in Russland in Form des Hydrobromids zur Behandlung bei Myasthenia gravis eingesetzt, einer Krankheit der quergestreiften Muskulatur mit Störungen der cholinergen Reizübertragung. Es wurde 1996 in Japan zur Therapie der Alzheimer-Krankheit zugelassen, in den USA befindet es sich in fortgeschrittener klinischer Entwicklung. In Europa wurde Galantamin für die Behandlung leichter Formen der Alzheimer-Krankheit zugelassen.